# Атланта Юнайтед 2
Атланта Юнайтед 2 (англ. Atlanta United 2) — американський футбольний клуб з Лоуренсвілля, Джорджія, заснований у 2017 році. Виступає в USL. Домашні матчі приймає на стадіоні «Кулрей Філд», місткістю 10 427 глядачів.
Є фарм-клубом «Атланта Юнайтед» та виступає у Східній конференції USL.